# Xylophanes marginalis
Xylophanes marginalis là một loài bướm đêm thuộc họ Sphingidae. Nó được tìm thấy ở Brasil, Paraguay và Argentina.
Chiều dài cánh trước khoảng 26 mm đối với con đực và 31 mm đối với con cái. Nó tương tự như Xylophanes tyndarus nhưng cánh ngắn với kiểu cánh trước khác.
Con trưởng thành có thể bay quanh năm.
Ấu trùng có thể ăn Psychotria panamensis, Psychotria nervosa và Pavonia guanacastensis.